# Francia González
Francia María González Martínez (Irapuato, México - 15 de septiembre de 1986) es una árbitra de fútbol mexicana internacional desde 2013.

## Carrera
Francia María se desempeña como árbitra desde hace más de 10 años. Debutó como profesional en la Liga TDP en el encuentro entre el Abasolo y Apatzingán.
Desde entonces ha participado en diversos torneos de todas las categorías del fútbol mexicano: Liga TDP, Liga Premier, Torneos de Fuerzas Básicas de la Liga MX Sub-13, Sub-15, Sub-17 y Sub-20, Liga MX Femenil y Ascenso MX, además de arbitrar a nivel internacional en Campeonato Femenino Sub-17 de la Concacaf, Campeonato Femenino Sub-20 de la Concacaf, Preolímpico, así como en la Copa Mundial Femenina de Fútbol Sub-20 de 2022.
En el 2012 recibió por primera vez el gafete FIFA, siendo su mayor logro nacional, hasta el momento, dirigir una Final en la Liga TDP y una LIGA MX Femenil; en el ámbito internacional, entrar al proceso de selección para poder pitar en la Copa Mundial Femenina de Fútbol y su participación en Costa Rica 2022.

### Torneos de clubes
Ha arbitrado en los siguientes torneos de clubes:
- Liga TDP
- Liga Premier
- Liga MX Femenil
- Ascenso MX

### Torneos de selecciones
Ha arbitrado en los siguientes torneos de selecciones nacionales:
- Torneo femenino de fútbol en los Juegos Centroamericanos y del Caribe de 2018
- Copa de Oro Femenina de la Concacaf de 2018
- Preolímpico Femenino de Concacaf de 2020
- Copa de Algarve 2020
- Copa SheBelieves 2021
- Clasificación de Concacaf para la Copa Mundial de Fútbol de 2022
- Campeonato Femenino de la Concacaf de 2022
- Campeonato Femenino Sub-20 de la Concacaf de 2022
- Copa Mundial Femenina de Fútbol Sub-20 de 2022